# 常磐交通自動車
常磐交通自動車株式会社（じょうばんこうつうじどうしゃ）は、かつて福島県浜通りに路線を展開していたバス会社。本社は福島県いわき市。
多額の債務を抱えていた常磐交通自動車の経営改善策として新旧分離方式による再建を行うこととなり、無借金経営だった子会社の常交中小型自動車株式会社へ、路線バス・観光バス・運輸の3事業を2006年2月1日に営業譲渡し、常交中小型自動車は「新常磐交通株式会社」に社名を変更した。これに伴い、事業譲渡後の常磐交通自動車株式会社は浜通り旅客運送株式会社へ社名を変更して債務処理に専念し、2016年6月24日に解散した。

## 歴史
- 1943年（昭和18年）11月16日：戦時統制下により14業者が合併吸収。車両84台、認可粁360.8粁、従業員980人。社長野崎満蔵。
- 1948年（昭和23年）7月1日：資本金を150万円に増資。
- 1949年（昭和24年）12月15日：富岡出張所開設。
- 1950年（昭和25年）2月11日：上遠野営業所開設。
- 1951年（昭和26年）9月10日：原町出張所開設。
- 1953年（昭和28年）4月30日：常磐交通観光設立。
- 1957年（昭和32年）8月23日：小高営業所開設。
- 1958年（昭和33年）9月15日：本社、菱川町新社屋で営業開始。
- 1960年（昭和35年）5月3日：原町営業所竣工式。
- 1961年（昭和36年）
  - 10月11日：取締役社長に野崎喜八郎就任。野崎満蔵は会長職となる。
  - 12月10日：湯本営業所竣工式。
- 1962年（昭和37年）3月12日：野崎満蔵会長逝去。
- 1965年（昭和40年）1月25日：小野町出張所開設。
- 1966年（昭和41年）5月24日：取締役社長に野﨑秀幸就任。野﨑喜八郎は取締役会長となる。
- 1969年（昭和44年）7月10日：「平 - 郡山 - 会津若松線」（福島交通、会津乗合自動車と共同運行）運行開始。
- 1972年（昭和47年）9月26日：常交整備設立。
- 1974年（昭和49年）
  - 1月28日：社会人野球のクラブチーム「オール常交」発足。当地で活動していた社会人野球チーム・オール常磐（常磐炭鉱硬式野球部の後身）に所属していた選手が中心となって結成され、常磐交通はスポンサーとしてチームの運営に携わった。
  - 4月15日：常交通商株式会社設立。
  - 5月21日：取締役社長に野﨑理夫就任。野﨑秀幸は取締役会長となる。
- 1975年（昭和50年）9月10日：新小名浜営業所営業開始。
- 1980年（昭和55年）
  - 5月24日：オール常交が第7回社会人野球日本選手権大会に初出場（初戦敗退）。史上初のクラブチームの同大会出場となった。
  - 8月5日：オール常交が第5回全日本クラブ野球選手権大会で初出場初優勝を果たす。
- 1981年（昭和56年）
  - 4月14日：取締役社長に野﨑満就任。野﨑理夫は取締役会長となる。
  - 7月1日：常磐交通名古屋案内所開設。
- 1982年（昭和57年）3月24日：2階建バス"グレートスワン"運行開始。
- 1983年（昭和58年）
  - 3月20日：2階建バスを使用する定期路線としては日本初の「特急スワン号」が、平 - 会津若松間で運行開始。
  - 9月1日：常交中小型自動車株式会社創立。
- 1984年（昭和59年）7月2日：名古屋案内所、大阪案内所を開設。
- 1988年（昭和63年）
  - 4月7日：取締役会長野﨑理夫逝去。
  - 6月21日：取締役社長野﨑満解任、青天目弘が取締役社長となる。[1]
  - 6月27日：野﨑満が取締役社長に復帰、青天目弘は取締役会長となる。[2]
  - 11月11日：いわき - 東京間に高速バス「いわき号」（JRバス関東、東武鉄道<現：東武バスセントラル>と共同運行）運行開始。
  - （時期不明）：オール常交の運営から撤退。チームは「オールいわきクラブ」として存続。
- 1993年（平成5年）3月20日：福島空港開港。リムジンバス運行開始。
- 1994年（平成6年）12月1日：「いわき - 福島線」（福島交通と共同運行）運行開始[3]。
- 1995年（平成7年）
  - 8月4日：「いわき - 仙台線」（JRバス東北と共同運行）運行開始[4]。
  - 11月1日：いわき市平上荒川に「常交中央ターミナルビル」完成。
- 1996年（平成8年）
  - 1月20日：「いわき - 郡山 - 会津若松線」を磐越道経由に載せ替え。
  - 3月18日：いわき市中央台鹿島地区循環バス「ラパークいわき - 中央台鹿島線」運行開始。
  - 7月18日：「いわき - 成田空港・東京ディズニーランド線」（京成電鉄<現：京成バス>と共同運行）運行開始。
- 1997年（平成9年）6月1日：いわき市内の4営業所を統合して、いわき中央営業所開所。
- 1998年（平成10年）12月1日：成田・TDL線、日立駅乗り入れ（日立電鉄と共同運行）。
- 2001年（平成13年）10月1日：野﨑俊夫が取締役社長に就任。
- 2002年（平成14年）
  - 3月31日：全従業員を同日付で解雇、翌4月1日付で再雇用[5]。
  - 4月24日：「いわき - 京都・大阪（なんば）線」「シーガル号」（近鉄バスと共同運行）運行開始。
- 2003年（平成15年）9月1日：京都・大阪線、梅田駅乗り入れ。
- 2004年（平成16年）
  - 2月28日：取締役社長野崎俊夫急逝[5]。
  - 4月21日：京都・大阪線、磯原駅・高萩・日立乗り入れ。
- 2006年（平成18年）
  - 1月12日：常磐交通自動車株式会社から子会社の常交中小型自動車株式会社への、路線バス・観光バス・運輸の3事業の営業譲渡が、国土交通省東北運輸局から認可される。
  - 2月1日：常交中小型自動車株式会社が常磐交通自動車株式会社から営業譲受すると同時に、社名を新常磐交通株式会社へ改称。これに伴い常磐交通自動車株式会社は、人材派遣業並びに不動産賃貸業に業態転換して、浜通り旅客運送株式会社に社名変更。
- 2016年（平成28年）
  - 2月：人材派遣業と不動産賃貸業務を新常磐交通株式会社へ譲渡。それぞれ常交キャリアサービス・不動産事業部として同社の事業部となる。
  - 6月24日：浜通り旅客運送株式会社が株主総会で解散を決議[6]。
  - 7月21日：関連会社の株式会社カタハマ商事（旧：常交整備株式会社）と共に、福島地方裁判所いわき支部から特別清算手続開始決定を受ける[6]。負債総額は浜通り旅客運送が約68億円、カタハマ商事が約2億円だった。
- 2017年（平成29年）3月24日：特別清算手続結了[7]。

## 営業所・窓口

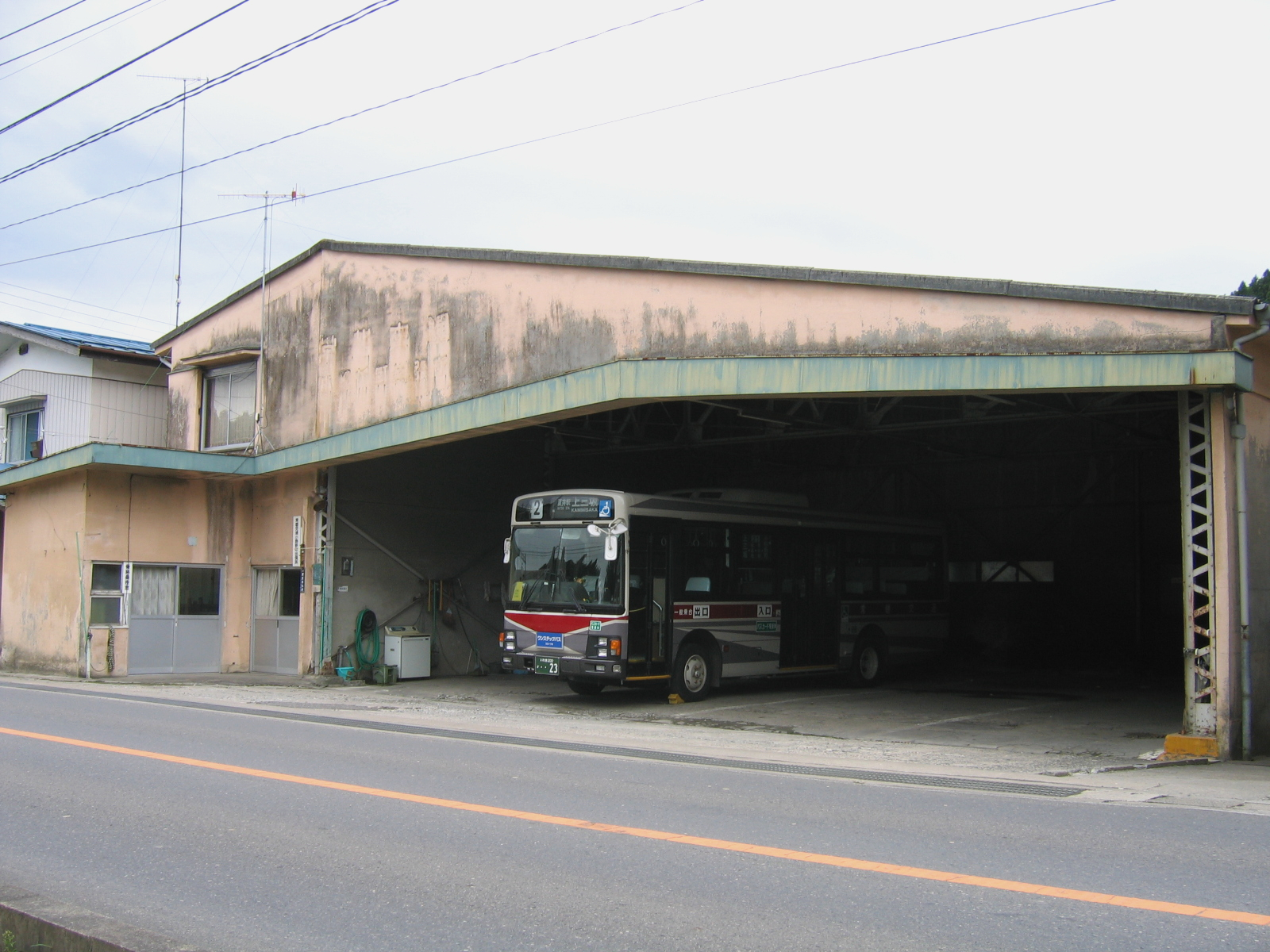
小野新町車庫
(2005年10月撮影)

新常磐交通株式会社への営業譲渡時点で存在していた、営業所・窓口等。そのまま同社の営業所・窓口として継承された。
- いわき中央営業所
- 同湯本車庫
- 同上遠野車庫
- 同上三坂車庫
- 北営業所
- 同富岡車庫
- 同原町車庫

### 過去
新常磐交通株式会社への営業譲渡より前に廃止された、営業所・窓口等。
- 平営業所（現在は地元の葬儀屋に変わっている）
- 小名浜営業所（現在は待機所として利用）
- 湯本営業所→湯本車庫
- 南営業所（現在は地元企業の敷地になっている）
- 富岡営業所→富岡車庫
- 浪江営業所（現在の北営業所）
- 原町営業所→原町車庫
- 小高車庫（現在は完全に解体されている）
- 小野新町出張所（現在は路線自体完全に廃止され機能していない）
- 四倉営業所(現在は待機所として機能）
- 上遠野出張所→上遠野車庫